# Museo Nissim de Camondo
Il Museo Nissim de Camondo è situato nell'VIII arrondissement di Parigi, nei pressi del Parc Monceau.
È stato fondato nel 1936 nell'antica dimora del conte Moïse de Camondo, marito di Irène Cahen d'Anvers, entrambi provenienti da ricche famiglie di banchieri ebrei. Il conte Moïse de Camondo era un collezionista di oggettistica e tele risalenti al '700 francese prerivoluzionario. Il figlio Nissim, che si arruolò come pilota durante la prima guerra mondiale, morì durante un'azione di guerra e il padre gli dedicò la collezione che lasciò poi alla città di Parigi.
Nelle stanze del museo, si trovano opere fine '800, a partire dal Salon Doré, in cui si trova un tappeto commissionato per il Louvre nel 1693. Si possono ammirare porcellane di Sèvres, la biblioteca, opera di fini ebanisti e una Baccante di Élisabeth Vigée Le Brun. Al piano superiore, nelle stanze private, l'allestimento rispecchia la vita quotidiana dei de Camondo. 
All'uscita, una placca ricorda il sacrificio di Nissim e dell'ultima dei Camondo, Béatrice de Camondo, morta ad Auschwitz nel 1944 con i suoi due figli.